# 1922 Konyaspor
1922 Konyaspor is een Turkse voetbalclub uit Konya, gelegen in Centraal-Anatolië.  De kleuren van de club zijn groen en wit. Het Selçuk Üniversitesi 15 Temmuz Stadı dient als thuishaven.

## Historie
De club werd als Konya Şekerspor opgericht in 1955 door werknemers van de Turkse Suikerfabrieken (Şeker = Suiker) uit Konya. 
Tot en met het seizoen 2004-2005 speelde de club bij de amateurs. Aan het einde van dat seizoen werd promotie naar de Spor Toto 3. Lig afgedwongen. In 2005-2006 volgde direct een degradatie naar de amateurs vanwege een 15de plaats in Groep III van de 3. Lig. Het opvolgende jaar werd weer promotie behaald. In het seizoen 2007-2008 wist het team zelfs derde te worden in Groep III van de 3. Lig. Zo mocht de ploeg uitkomen in de Spor Toto 2. Lig.
In het eerste jaar in de 2. Lig wist de club met een eerste plaats in Klassementsgroep III de play-offs te behalen. In de halve finale was Tarsus Idman Yurdu met 3-1 te sterk. Vanaf 2010 heette de club Konya Torku Şekerspor. Jaargang 2010-2011 streed het team lang voor de titel in de 2. Lig, maar eindigde uiteindelijk als tweede in de Rode Groep. In de play-offs voor promotie was Sakaryaspor met 3-1 de winnende partij.
In het seizoen 2012-2013 werd de naam veranderd van Konya Torku Şekerspor naar Anadolu Selçukluspor. Dit had te maken met de samenwerkingsovereenkomst tussen de club en Konyaspor, waardoor het een satellietclub werd. In het seizoen 2014-2015 werd de naam gewijzigd naar Anadolu Selçukspor. In 2019 werd de naam 1922 Konyaspor. 

## Bekende (ex-)spelers
- Zafer Biryol
- Ömer Ali Şahiner
- Tufan Özbozkurt
- Furkan Kurban
- Samet Bulut